# Közügyektől eltiltás
A közügyektől eltiltás jogfosztó-jogkorlátozó jellegű mellékbüntetés a magyar büntetőjogban. Jelentősége abban áll, hogy a jogalkotó meg kívánta fosztani a közügyekben való részvételtől mindazon bűnelkövetőket, akik méltatlanná váltak az abban való részvételre.
A hatályos Büntető Törvénykönyv egyetlen mellékbüntetést ismer: a közügyektől eltiltást.

## Története
Már a Csemegi-kódex is tartalmazott hasonló jellegű büntetéseket (hivatalvesztés, politikai jogok gyakorlásának felfüggesztése). 1950-ben a Btk. kodifikációja során a kettőt összevonták, s így alakult ki a közügyektől eltiltás első formája. 1954-ben hatályon kívül helyezték, helyette az "egyes jogoktól való eltiltás" nevű mellékbüntetés lépett, azzal a szándékkal, hogy az elkövetőt egyes konkrét jogtól is el lehessen tiltani. 1961-ben az új Btk. visszaállította az 1950-es állapotot, azzal az indoklással, hogy az eltiltással érintett jogok összefüggnek, s az egyes jogokra felbontás nem eredményezett külön érzékelhető joghátrányt. Ez a mellékbüntetés azóta is így szerepel a Btk.-ban.

## Fogalma
Azt, akit szándékos bűncselekmény elkövetése miatt végrehajtandó szabadságvesztésre ítélnek, és méltatlan arra, hogy a közügyekben részt vegyen, azok gyakorlásától el kell tiltani.
A közügyektől való eltiltásnak két együttes feltétele van: a szándékos bűncselekmény elkövetése miatt végrehajtandó szabadságvesztésre ítélés és a közügyekben való részvételre való méltatlanság. Ez utóbbi megállapítása az elkövető személyiségének, életvitelének, fokozott társadalomra veszélyességének elemzése alapján lehetséges. Különösen ilyen lehet az állam elleni, a hivatali bűncselekmények csoportja, a hivatalos személy elleni és egyéb erőszakos bűncselekmények elkövetőivel szemben. A Legfelsőbb Bíróság 15. sz. Irányelve alapján pedig az élet elleni szándékos  bűncselekmények elkövetői általában érdemtelenek a közügyekben való részvételre.

## Az eltiltás hatásai
A közügyek gyakorlásától el kell tiltani azt, akit szándékos bűncselekmény elkövetése miatt végrehajtandó szabadságvesztésre ítélnek, és méltatlan arra, hogy azok gyakorlásában részt vegyen.
A közügyektől eltiltott
a) nem rendelkezik választójoggal, nem vehet részt népszavazásban és népi kezdeményezésben,
b) nem lehet hivatalos személy,
c) nem lehet népképviseleti szerv testületének, bizottságának tagja, azok munkájában nem vehet részt,
d) nem delegálható törvényben kihirdetett nemzetközi szerződéssel létrehozott szervezet közgyűlésébe, testületébe,
e) nem érhet el katonai rendfokozatot,
f) nem kaphat belföldi kitüntetést és külföldi kitüntetés elfogadására engedélyt,
g) hatósági eljárásban nem lehet védő vagy jogi képviselő,
h) nem viselhet tisztséget köztestületben, közalapítványban, és
i) nem lehet civil szervezetnek a civil szervezetekről szóló törvényben megjelölt vezető tisztségviselője.
A közügyektől eltiltott az ügydöntő határozat jogerőre emelkedésével elveszti mindazon tagságát, állását, tisztségét, katonai rendfokozatát, megbízatását és kitüntetését, amelynek elnyerését a (2) bekezdés kizárja, valamint címzetes rendfokozatát.

## Az eltiltás tartama
A közügyektől eltiltás határozott ideig tart, annak legrövidebb tartama egy év, leghosszabb tartama tíz év.
A közügyektől eltiltás tartama az ügydöntő határozat jogerőre emelkedésével kezdődik. A közügyektől eltiltás tartamába nem számít bele az az idő, amely alatt az elítélt a szabadságvesztést tölti, vagy amely alatt kivonja magát a szabadságvesztés végrehajtása alól. Ha a feltételes szabadságot nem szüntetik meg, a feltételes szabadságon töltött időt a közügyektől eltiltás tartamába be kell számítani.

## Fiatalkorúakra vonatkozó rendelkezés
Fiatalkorút csak egy évet meghaladó szabadságvesztés kiszabása esetén lehet a közügyektől eltiltani.